# Blikanasaurus
Blikanasaurus, foi um dinossauro descoberto no monte Blikana, na província do Cabo, na África do Sul, de onde provém seu nome.
Ele era um saurópode que media cerca de três metros de comprimento e viveu no período Triássico.